# Hypoponera lea
Hypoponera lea es una especie de hormiga del género Hypoponera, subfamilia Ponerinae. 

## Distribución
Esta especie se encuentra en la región afrotropical.